# Oh Yong-ran
Oh Yong-ran (koreanska: 오 영란), född 6 september 1972, är en sydkoreansk handbollsmålvakt. Hon har deltagit i totalt fem OS, 1996 i Atlanta, 2000 i Sydney, 2004 i Aten, 2008 i Peking och OS 2016 i Rio de Janeiro. Hon har ett VM-guld (1995), två OS-silver och ett OS-brons på meritlistan.
Hon tog silver i samband med OS 1996 i Atlanta, silver i samband med OS 2004 i Aten och brons i samband med OS 2008 i Peking.